# Клодетт Верле
Клодетт Верле (нар. 26 вересня 1946) — прем'єр-міністр Гаїті у 1995—1996 роках. Стала першою в країні жінкою-прем'єр-міністром.
Займала посаду міністра закордонних справ з 1993 до 1995 року з перервою 1994. До цього була виконавчим директором посольства Гаїті у Вашингтоні

## Життєпис
Народилась 1946 року в місті Кап-Аїтьєн. Вивчала медицину у США та Швейцарії, після чого повернулась на батьківщину, де здобула освіту з права й економіки в Державному університеті в Порт-о-Пренсі. Після цього працювала у багатьох неурядових організаціях. З 1976 до 1987 року була генеральним секретарем організації Карітас Гаїті, яку було засновано 1975 року на конференції гаїтянських єпископів.
Допомогла у заснуванні Жіночої ліги, яка боролась за надання жінкам права брати активну участь у політичному житті країни.
Роки викладацької та громадської діяльності зробили з неї гарного оратора.

### Політична кар'єра
З 1990 року Верле почала активно виявляти себе в політичному житті Гаїті. З липня 1992 до жовтня 1993 року займала пост виконавчого директора офіційного представництва у Вашингтоні. У вересні 1993 року була призначена на посаду міністра закордонних справ в уряді Мальваля. З 1995 до 1996 — глава уряду Гаїті.
З 1999 року займала посаду директора програми перетворень Інституту життя і миру в Упсалі, Швеція. Подорожувала країнами, що мали різного роду конфлікти в суспільстві, та намагалась надати допомогу в їх розв'язанні. 2007 року її було обрано генеральним секретарем Пакс-Крісті, неурядового католицького руху, що виступає на підтримку прав людини.